# Bátosy Endre
Bátosy Endre, névváltozatok: Bátosi, Bátossy (Dés, 1859 – Szatymaz, 1942. október 7.) színész, színigazgató. 

## Pályája
Bátos András és Turóczi Polixenia fiaként született. 1884. március 1-jén Sztupa Andor társulatában kezdte pályafutását. Operettben, népszínműben és drámai szerepekben is fellépett. Ezután több társulatban is megfordult, 1909. április 1-jén Sátoraljaújhelyen ünnepelte 25 éves jubileumát. 1913-ban Krasznay Mihálynál játszott. 1890 és 1895 között színigazgatóként is működött Rimaszombatban, Zentán és Rozsnyón. 1942-ben hunyt el agyszélhűdésben. Neje Polgár Fanny színésznő volt.

## Fontosabb szerepei
- Gyömbér Mihály (Rákosi J.: Magdolna)
- Lefébre (Sardou: Szókimondó asszonyság)
- Jeremiás (Goldfaden: Sulamith)
- Csáky Bertalan (Jókai Mór: A szigetvári vértanúk)
- Feledi Gáspár (Tóth E.: A falu rossza)
- Claudius (Shakespeare: Hamlet)

## Működési adatai
1884: Sztupa Andor; 1885: Polgár Károly; 1886: Zoltán Gyula; 1889: Dombay Mihály; 1895: Hatvani Károly; 1896–98: B. Polgár Béla; 1898: Deák Péter; 1899: Tiszay Dezső; 1900: Mezei János; 1901–04: Krémer Sándor; 1905: Micsei F. György; 1906–1909: B. Polgár Béla; 1909: Molnár Gyula; 1910: Rajcsányi István; 1911–13: Krasznai Mihály. 
Igazgatóként: 1890–95: Zenta, Rimaszombat, Salgótarján, Rozsnyó, Hódmezővásárhely.